# Шлотфельд
Шлотфельд (нем. Schlotfeld) — община в Германии, в земле Шлезвиг-Гольштейн. 
Входит в состав района Штайнбург. Подчиняется управлению Хоэнлокштедт.  Население составляет 230 человек (на 31 декабря 2010 года). Занимает площадь 4,8 км².
Коммуна подразделяется на 5 сельских округов.